# Százhalombatta
Százhalombatta là một thành phố thuộc hạt Pest, Hungary. Thành phố này có diện tích 28,06 km², dân số năm 2010 là 18482 người, mật độ 659 người/km².